# Die Siedler von Catan – Das Kartenspiel

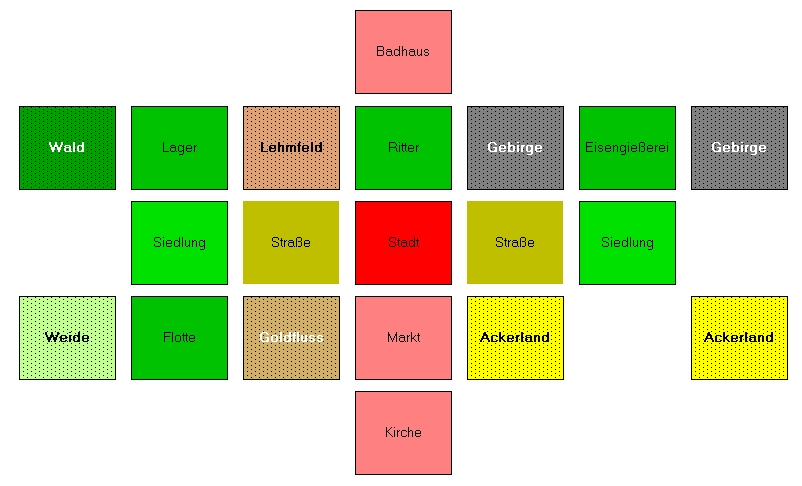
Schematischer Aufbau eines Fürstentums

Die Siedler von Catan – Das Kartenspiel für zwei Spieler ist ein 1996 bei Kosmos erschienenes Spiel des Autors Klaus Teuber mit Grafiken von Franz Vohwinkel, das sich an das erfolgreiche Brettspiel Die Siedler von Catan anlehnt. Bis 2007 wurde das Kartenspiel mehr als 1,5 Millionen Mal verkauft. 2010 erschien das Kartenspiel überarbeitet als Die Fürsten von Catan. Seit 2016 wird dieses als Catan - Das Duell vermarktet.

## Spielidee

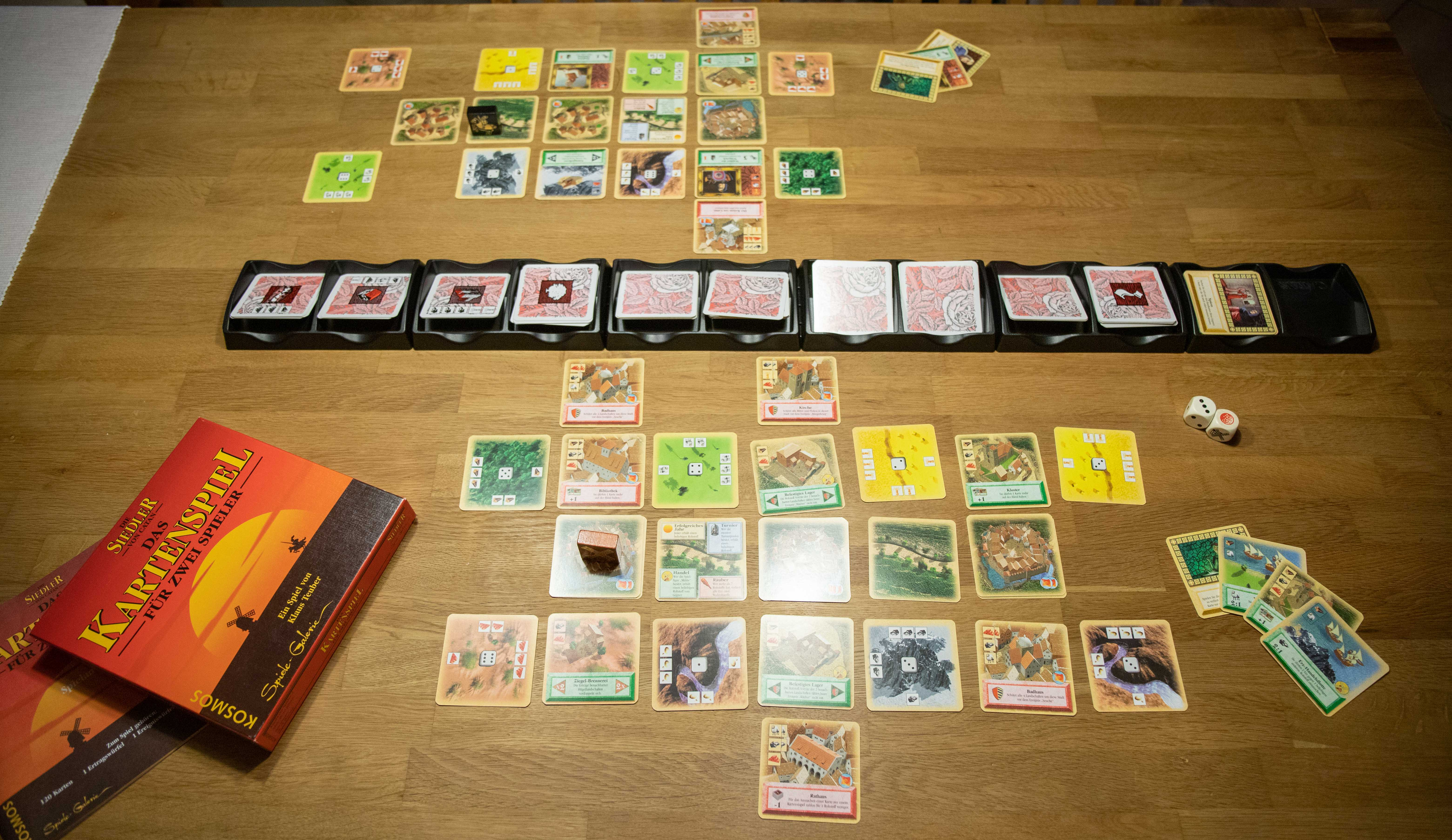

Jeder Spieler herrscht über ein kleines Fürstentum mit dem Ziel, durch Expansion und Bauvorhaben als erster eine vorgegebene Zahl von Siegpunkten zu erreichen. Dies geschieht durchs Auslegen/„Bauen“ von Karten aus seinen Handkarten, für das man – ähnlich wie im Brettspiel – Rohstoffe bezahlen muss.
Im Gegensatz zum Brettspiel werden die Fürstentümer mit ihren Siedlungen, Straßen, Landschaften (für die Ressourcen) und einzelnen Bauwerken (ähnlich der Städte & Ritter-Erweiterung des Brettspiels) komplett durch entsprechende Karten dargestellt, die vor den beiden Spielern jeweils in Reihe ausliegen.
Im Gegensatz zu normalen Kartenspielen werden hier aber zusätzlich Würfel benutzt, die einerseits jeden Zug einleiten und zum anderen für Würfelproben in speziellen Spielsituationen benutzt werden.

## Erweiterungen

### Turnier-Set
1997 erschien Das Turnier-Set zum Kartenspiel, welches die Spielmechanik in Richtung Sammelkartenspiel abänderte, allerdings ohne den dort üblichen „Zwang“ zum Booster-Kauf: Jeder Spieler stellt sich aus seinem Kartenspiel und Turnier-Set eine eigene Auswahl an Karten zusammen, ein sogenanntes „Deck“.
Gleichzeitig wurde ein Ideenwettbewerb für neue Karten ausgeschrieben, aus dem 1999 drei neue Erweiterungen („Themen-Sets“) entstanden. Insgesamt sind folgende Themen-Sets erschienen:

### Themen-Sets
- Ritter & Händler („R&H“, 1999)

Dieses Set ist ideal für Einsteiger: Die meisten Karten sind ohne Bedingungen spielbar. Der Bau von Rittern wird durch Burgen erleichtert, mittels Grenzkonflikten besteht die Möglichkeit, an Landschaften des Gegners zu kommen, aber auch der Handel wird gestärkt. Dieses und das folgende Set gingen aus dem Turnierset hervor, beide enthalten aber eine bzw. zwei weitere Karten, die beim Verlag erhältlich sind.
- Wissenschaft & Fortschritt („W&F“, 1999)

Bei diesem Set dreht sich alles um die Universität: Nach deren Bau stehen dem Spieler vielfältige Möglichkeiten zur Verfügung, an Rohstoffe zu kommen und/oder Gebäude günstiger zu bauen. Mittels Kanonen kann die Rittermacht günstig erworben werden.
- Handel & Wandel („H&W“, 1999)

Schwerpunkt dieses Sets ist der Handel. Eine Neuerung ist die Fähigkeit, Rohstoffe in Handelspunkte umzuwandeln, wozu aber zunächst ein Handelskontor gebaut werden muss.
- Politik & Intrige („P&I“, 1999)

Bei diesem Set dreht sich alles um die Kirche und das Rathaus. Nach dem Bau dieser Gebäude steht eine Vielzahl von Aktionen zur Verfügung, mit denen das Spiel eine neue Dynamik erhält; dabei gibt es sowohl konstruktive als auch destruktive Elemente.
- Zauberer & Drachen („Z&D“, 1999)

Diese Erweiterung verändert das Spiel völlig: Der Spieler erhält vielfältige Möglichkeiten, die Stapel und Ereignisse zu kontrollieren. Dabei muss er aber auch für einen ständigen Rohstoffnachschub sorgen, da die Zauberei Rohstoffe, insbesondere Gold verbraucht.
- Entdecker & Piraten  (inoff. Titel „T2002“, 2001)

Diese Erweiterung war nur durch Kauf der CD-ROM erhältlich und wurde Teilnehmern der Deutschen Meisterschaft 2002 zugeschickt. Hier drehte sich alles um das Gold. Einige Karten wurden – teilweise geringfügig verändert – in „Barbaren & Handelsherren“ übernommen. Seitdem sind diese Karten bei Turnieren nicht mehr zugelassen. Sie sind aber weiterhin Bestandteil der CD-ROM-Version, die nicht mehr gepflegt wird.
- Barbaren & Handelsherren („B&H“, 2003)

Mit diesem Set sollten allzu starke Strategien im Turnierspiel abgeschwächt und andere aufgewertet werden. Hierzu gibt es viele neue Gebäude, Aktions- und Ereigniskarten. Im erweiterten Grundspiel lohnen sich besonders die Investitionen in Flotten und Ritter.
- Künstler und Wohltäter  („K&W“, erschien im Frühjahr 2006 zunächst in Kombination mit einer Jubiläumsausgabe des Basisspieles, im Frühjahr 2007 auch als Einzelset)

Mit diesem Set wird eine ganz neue Komponente eingeführt: Die Zufriedenheit des Volkes. Diese wird durch eine neue, abstrakte Zentralkarte, die Volksstimmung, dargestellt. Ist die Stimmung des Volkes hoch, können Bürgerkriege und Unruhen abgewehrt, Straßen und Siedlungen schneller gebaut und neutrale und Schutzaktionen häufiger eingesetzt werden. Wie bei keinem anderen Set kommen hier im erweiterten Grundspiel fast alle Karten während eines Spieles zum Einsatz.
Mit den Themen-Sets wurden zwei Spielarten eingeführt: Das „erweiterte Grundspiel“ mit nur einem Themen-Set und das aus dem Turnier-Set bekannte „Turnierspiel“, welches bei jedem Spieler das Kartenspiel und mindestens eine Erweiterung voraussetzt, in der Regel aber mit Karten aus mehreren Themensets gespielt wird.
Die Themen-Sets sind seit 2003 nur noch zusammengefasst erhältlich:
- Die Themen-Sets für Kämpfer & Kaufleute enthalten die Erweiterungen Ritter & Händler, Politik & Intrige sowie Barbaren & Handelsherren.
- Die Themen-Sets für Magier & Forscher enthalten die Erweiterungen Wissenschaft & Fortschritt, Handel & Wandel und Zauberer & Drachen.

Lediglich das im Frühjahr 2007 erschienene Set Künstler und Wohltäter gibt es noch einzeln zu kaufen; das zuvor ebenfalls noch einzeln erhältliche Set Barbaren & Handelsherren ist weitgehend vergriffen.
Mit dem Erscheinen von Barbaren & Handelsherren wurden auch einige Karten und Regeln der ursprünglichen Erweiterungen im Rahmen der „Reform 2003“ abgeändert, um nach Aussage des Verlags übermächtige Deck-Strategien zu schwächen und insgesamt die Strategievielfalt zu erhöhen. Die wichtigste Änderung betrifft das Ausspielen von Aktionskarten: Mussten zuvor beide Spieler mindestens 3 Siegpunkte haben, wodurch es häufig zu Spielverzögerungen kam, so müssen nun beide Spieler zusammen mindestens 7 Siegpunkte besitzen. Dadurch kann nun sowohl der führende Spieler beim Stand von 4:2 durch einen weiteren Siegpunkt zum 5:2 aktiv die Aktionskartenphase einleiten als auch der zurückliegende Spieler seinerseits durch einen weiteren Siegpunkt zum 4:3.

### Sonderkarten
Seit 2002 erschienen außerdem limitierte Jahres-Sonderkarten, die es aber nie offiziell im Handel gab, von denen aber einige nach und nach in die neuen Themensets aufgenommen wurden. Außerdem erlebten das Grundspiel und die Erweiterungen verschiedene Auflagen.

### Inoffizielle Erweiterungen
Wegen der großen Begeisterung für das Kartenspiel gibt es zahlreiche inoffizielle Erweiterungen, die insbesondere von deutschen und niederländischen Spielern stammen und deren Verbreitung im Internet vom Autor und den Verlagen geduldet wird, solange dies nicht kommerziell betrieben wird. Neben Erweiterungen, die neue Aspekte, z. B. die Kultur und Versteigerungen, aber auch kriegerische Auseinandersetzungen, ins Spiel bringen, gibt es auch Sets speziell für drei und vier Spieler, womit es möglich wird, das Kartenspiel genauso wie das Brettspiel in größerer Runde zu spielen.

### Ähnliche Spiele
Im Frühjahr 2007 veröffentlichte Klaus Teuber das auf einem ähnlichen Mechanismus beruhende Spiel Anno 1701 – Das Kartenspiel.

## Nachfolgeversionen
Im Spätsommer 2010 erschien eine grundlegende Überarbeitung unter dem Titel Die Fürsten von Catan mit drei neuen Spielformen: Einführungsspiel, Themenspiel und Duell der Fürsten. Das Einführungsspiel dient dazu, die grundlegenden Regeln und Mechanismen kennenzulernen, die Themenspiele sind vergleichbar mit den früheren Erweiterten Grundspielen, werden aber mit weniger Karten gespielt. Beim Duell der Fürsten wird mit drei Themen gleichzeitig gespielt, allerdings jeweils nur mit etwa der Hälfte der Karten der Themensets.
2011 erschien die erste Erweiterung Finstere Zeiten mit den Themensets Zeit der Intrigen, Zeit der Handelsherren und Zeit der Barbaren. Im Folgejahr wurde die zweite Erweiterung Goldene Zeiten vorgestellt mit den Themensets Zeit der Entdecker, Zeit der Weisen und Zeit des Wohlstands. 
Alle Karten wurden für das überarbeitete Kartenspiel von Michael Menzel neu illustriert. Während das ursprüngliche Kartenspiel vom Stil der Gebäude und Personen im mitteleuropäischen Mittelalter angesiedelt ist, orientieren sich die Fürsten von Catan am Roman Die Siedler von Catan von Rebecca Gablé, der die Besiedlung einer atlantischen Insel durch skandinavische Auswanderer beschreibt. Einige der Hauptcharaktere des Buches sind auf den Karten des Basissets abgebildet. Für die Gebäude wurde ein eigener „catanischer“ Baustil entwickelt.
Seit 2016 wird das überarbeitete Kartenspiel als Catan – Das Duell vermarktet, in rechteckiger Spielschachtel mit Kartenhalter für die Auslage.

## Meisterschaften
- 1997: „100.000-DM-Kartenspiel-Turnier“ zur Promotion des Turniersets, Sieger: Wolfhart Umlauft
- 2002: Offene Catan-Kartenspielmeisterschaft zur Promotion der CD-ROM-Version, Sieger: Jörn Niewerth und Andreas Bechtel

## Übersetzungen
Das Spiel ist auch in andere Sprachen übersetzt worden: Englisch, Finnisch, Französisch, Italienisch, Niederländisch, Polnisch, Spanisch, Russisch, Slowenisch, Tschechisch, Ungarisch.
Das Design der Karten ist weitgehend mit dem der deutschen Karten identisch, die englische und niederländische Ausgabe verwenden aber andere Rückseiten, so dass Turnierspiele mit Spielern dieser Länder nicht möglich sind. Bei den englischen Karten werden zudem andere Rohstoff-, Mühlen- und Siegpunktsymbole verwendet. Bei der russischen Ausgabe werden die Karten mit kürzerer Kantenlänge als Bogen verkauft und müssen vor dem ersten Spiel getrennt werden.

## Verfügbarkeit
Mit der Veröffentlichung der Fürsten von Catan wurde die Produktion des alten Kartenspiels eingestellt.